# New Century Grand Hotel Hangzhou
Le New Century Grand Hotel Hangzhou (萧山开元名都大酒店) est un gratte-ciel de 210 mètres de hauteur (hauteur du toit), construit à Hangzhou de 2001 à 2005. Avec la flèche, la hauteur maximale de l'immeuble est de 218 mètres.
L'immeuble abrite un hôtel de 512 chambres sur 47 étages.
La surface de plancher du bâtiment est de 116 000 m2.
À son achèvement en 2005 c'était le plus haut immeuble de Hangzhou.